# Aires protégées d'Ukraine
Les aires protégées d'Ukraine (en ukrainien : охоронні території) sont des zones spéciales d'Ukraine établies dans le but de protéger le patrimoine naturel et culturel du pays des changements excessifs résultant de l'activité humaine. La protection des zones relève de la responsabilité du gouvernement ukrainien, en particulier du Cabinet des ministres de l'Ukraine.
La guerre d'annexion de la Crimée par la Russie en 2014, puis la guerre en Ukraine débutée en 2022, ont fait et font toujours, en 2023, subir de lourds dégâts à de nombreuses aires protégées ukrainiennes, menaçant leur existence.

## Historique

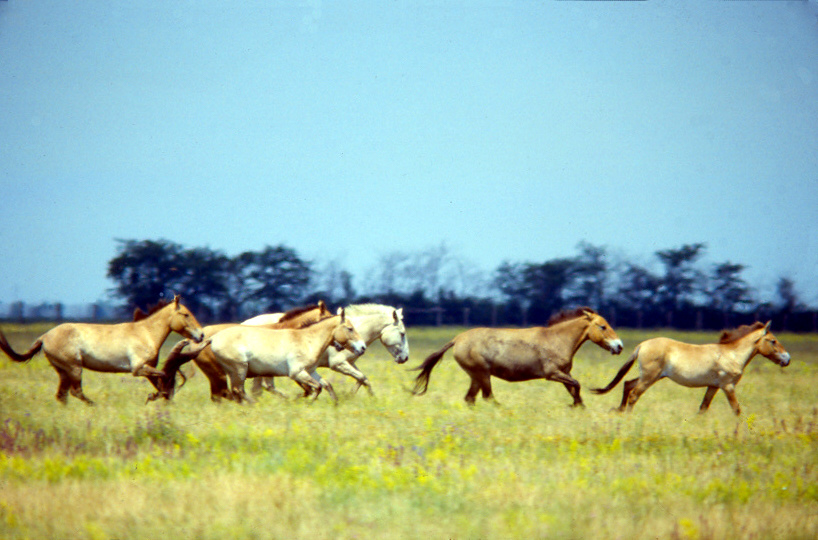
Chevaux de Przewalski dans la réserve de biosphère d'Ascania-Nova

La première aire protégée d'Ukraine est Ascania-Nova, celle-ci a été créée pour protéger la steppe de cette région, en contrepoint de la constatation de la transformation de larges portions de ce milieu en cultures dans les années 1917-1918. Un pic de création d'aires protégées en milieu steppique a lieu dans la seconde moitié des années 1920. 
Les aires protégées ont ensuite été créées de façon irrégulière dans le temps. On a assisté également à plusieurs phases de suppression d'aires protégées : en 1951, 1961 puis dans les années 1970-1980, sous l'action de la politique d'exploitation de différentes ressources (bois, ressources minières ...) menée par l'URSS. En 2017,environ 3000 aires protégées avaient ainsi perdu leur statut, pour environ 15 % de la surface totale des aires protégées à cette date.
En 2017, l'Ukraine comptait (Crimée comprise) 8200 aires protégées, équivalant à une surface de 4 071 362 hectares, soit 6,7 % de la superficie nationale.
En 2010-2011, une importante réforme de l'administration a eu lieu en Ukraine. Celle-ci a supprimé le service national chargé de la coordination des actions de conservation et les entités régionales du Ministère de l'écologie et de la protection de l'environnement. La compétence de gestion des aires protégées a été transférée à différentes administrations régionales.

## Typologie des aires protégées
Il existe, en 2021, 11 types d'aires protégées en Ukraine, elles-mêmes regroupées en deux catégories,:
- aires et objets naturels : parc naturels nationaux, réserves naturelles, réserves, parcs paysagers régionaux, monuments naturels, itinéraires protégés (Uroschiche) et réserves de biosphère ;
- objets artificiels : jardins botaniques, parcs dendrologiques, parcs zoologiques, parcs ou monuments de jardin/parcs artistiques.

Chacune de ces aires protégées peut être subdivisée en secteur en fonction des activités qui y sont autorisées et s'y pratique, recherche scientifique, protection de la biodiversité, loisirs, usages multiples.

### Parcs nationaux
Les parcs nationaux (en ukrainien : Національні природні парки) ukrainiens sont en théorie classés dans la catégorie II de l'Union internationale pour la conservation de la nature, mais dans la majorité des cas, le régime de protection n'étant pas suffisant, en 2012, leur gestion effective se rapprochait plus de la catégorie V : « Paysage terrestre/marin protégé ».

### Réserves naturelles
Les réserves naturelles (en ukrainien : Природні заповідники) d'Ukraine sont des zones protégées par des institutions de conservation de la nature et de recherche scientifique d'importance nationale qui font partie du Fonds de préservation de la nature d'Ukraine. Cette catégorie correspond à la catégorie I de l'UICN. Cependant, la gestion de certaines réserves naturelles correspond dans les faits à des aires protégées de catégorie IV.

### Parcs paysagers régionaux
Les parcs paysagers régionaux sont des institutions récréatives de statut local ou régional protégées par l'environnement qui sont créées dans le but de conserver à l'état naturel des complexes et des objets naturels typiques ou uniques ainsi que de fournir les conditions d'une zone de loisir organisée pour la population.

## Conventions internationales

### Accord d'association avec l'Union européenne et zones de protection spéciales pour les oiseaux
Dans le cadre de l'accord d'association signé avec l'Union européenne en 2014, et entré en vigueur le 1er septembre 2017, l'Ukraine s'est engagée à identifier des zones de protection spéciales pour les oiseaux, comme l'exige la directive 2009/147/CE pour les États membres.

### Réserves de biosphère
Les réserves de biosphère (en ukrainien : Біосферні резервати) sont une reconnaissance de l'Unesco dans le cadre du programme sur l'homme et la biosphère. L'Ukraine dispose des réserves de biosphère suivantes :
- Chernomorskiy (1984)
- Ascania-Nova (1985)
- Carpates (1992)
- Delta du Danube (transfrontière avec la Roumanie) (1998)
- Carpates orientales (transfrontière avec la Pologne, la Slovaquie) (1998)
- Polésie occidentale (transfrontière avec la Biélorussie, la Pologne) (2002)
- Desnianskyi (2009)
- Roztochya (transfrontière avec la Pologne) (2011)

### Sites Ramsar
La convention de Ramsar est entrée en vigueur en Ukraine le 1er décembre 1991. En janvier 2020, le pays compte 50 sites Ramsar, couvrant une superficie de 8 026,04 km2.

## Biodiversité

### Zones importantes pour la conservation des oiseaux
L'Ukraine héberge 317 espèces d'oiseaux dont 18 menacées. Bien que n'étant pas des aires protégées règlementairement, les zones importantes pour la conservation des oiseaux (ZICO) ont pour objectif de servir de base aux États pour établir de nouvelles aires protégées. Ainsi l'association Birdlife International et ses partenaires en Ukraine ont défini 141 zones importantes pour la conservation de oiseaux.